# NGC 3266
NGC 3266 is een lensvormig sterrenstelsel in het sterrenbeeld Grote Beer. Het hemelobject werd op 3 april 1791 ontdekt door de Duits-Britse astronoom William Herschel.

## Synoniemen
- UGC 5725
- MCG 11-13-30
- ZWG 313.22
- PGC 31198